# Ксилоза
Ксилозата (гръцки ξυλος, ксилос, „дървесина“) за първи път е изолирана от дървесина, откъдето идва и нейното име. Ксилозата се класифицира като монозахарид от алдопентозен тип, което означава, че е изградена от пет въглеродни атома и съдържа алдехидна функционална група. Тя е прекурсор на хемицелулозата компонент на клетъчната стена на растенията и основен компонент на растителната биомаса.

## Структура
Ксилозата както повечето алдопентози съществува в няколко форми: линейна HOCH2(CH(OH))3CHO, както и цикличните хемиацилни изомери ксилопираноза с шестчленен пръстен и ксилофураноза с петчленен пръстен. Пръстенните форми се срещат по-често във воден разтвор.

## Разпространение
Ксилозата е основната градивна единица на хемицелулозата, който представлява около 30% от растителната биомаса. Ксилозата е широко застъпена, като е установена в ембрионите на повечето културни растения. За пръв път е изолирана от Кох през 1881 г.
Ксилозата е първият захарид, който се прибавя към аминокиселините серин или треонин при O-гликозилиране на протеогликаните, така е първият захарид при синтеза на анионния компонент на белтъците каквито са хепарин сулфата и хондроитин сулфата.

## Употреба
При киселиннота разграждане на хемицелулоза се получава фурфурол, използван като разтворител в индустрията, както и като прекурсор при синтетична синтеза на полимери. Ксилозата не се метаболизира от човек, но се абсорбира при поглъщане и впоследствие се отделя през бъбреците.
Във ветеринарната медицина ксилозата се използва като тест за малабсорбция (чревно заболяване), като се добавя към водата на животното, което трябва предватително да е държано на диета. Ако след няколко часа се установи ксилоза в кръвта и/или урината, то тя е била абсорбирана в червата.